# Świerklaniec
Świerklaniec è un comune rurale polacco del distretto di Tarnowskie Góry, nel voivodato della Slesia.
Ricopre una superficie di 44,26 km² e nel 2004 contava 10 890 abitanti.